# Мельничная (приток Туры)
Ме́льничная — река в городском округе «город Лесной» Свердловской области России. Вытекает из озера Мельничное вблизи города Лесного. Устье находится возле посёлка Ёлкино, по левому берегу реки Туры в 921 км от устья. Длина реки составляет 6 км. 

## Гидроним
Название связывают с мельницей, которую поставил на речке основатель селения Ёлкино, некий Попов (около 1730 года).

## Добыча платины
С Мельничной начиналась история Исовского платиноносного района. В 1824 году горным инженером К. П. Голяховским в нижнем течении речки были обнаружены россыпи платины. Затем Голяховский обследовал ближайшие реки Ис и Выя, где и были основаны первые прииски по добыче россыпной платины.

## Данные водного реестра
Река относится к Иртышскому бассейновому округу, водохозяйственный участок реки — Тура от истока до впадения реки Тагил, речной подбассейн реки — Тобол. Речной бассейн реки — Иртыш.

## Экология
Вода в Мельничной сильно загрязнена. В верхнем её течении (ниже озера Мельничного, из которого речка вытекает) осуществляются сбросы с комбината "Электрохимприбор" со значительным превышением концентрации загрязняющих веществ: аммонийного азота, хлорфтора, нитритов, фосфатов и иных.